# 해럴드 유리
해럴드 클레이턴 유리(영어: Harold Clayton Urey, 1893년 4월 29일 ~ 1981년 1월 5일)는 미국의 물리화학자이다. 동소체에 대한 개척적인 연구로 중수소를 발견하여 1934년 노벨 화학상을 수상했다. 그는 원자 폭탄의 개발에 중요한 역할을 했지만, 그의 두드러진 업적은 무기물로부터 유기물의 합성이었다.

## 설명
해럴드 유리는 미국의 물리화학자로서 동위원소에 대한 선구적인 연구로 중수소 발견으로 1934년 노벨 화학상을 받았다. 그는 원자폭탄 개발에 중요한 역할을 했을 뿐만 아니라, 무생물로부터 유기체가 탄생하는 이론에 기여했다.
인디애나 주 워커턴에서 태어난 유리는 캘리포니아 대학교 버클리에서 길버트 뉴턴 루이스 밑에서 열역학을 공부했다. 1923년에 박사 학위를 받은 후, 그는 미국-스칸디나비아 재단으로부터 장학금을 받아 코펜하겐에 있는 닐스 보어 연구소에서 공부했다. 그는 컬럼비아 대학교의 화학 부교수가 되기 전에 존스 홉킨스 대학교의 연구원이었다. 1931년에 그는 중수소를 발견한 동위원소 분리 작업을 시작했다.
제2차 세계대전 중에 유리는 동위원소 분리에 대한 지식을 우라늄 농축 문제로 전환했다. 그는 기체 확산을 이용한 동위원소 분리를 개발한 컬럼비아 대학의 그룹을 이끌었다. 이 방법은 성공적으로 개발되어 전후 초기에 사용된 유일한 방법이 되었다. 전쟁이 끝난 후 유리는 핵연구소의 화학 교수가 되었고 나중에는 시카고 대학교의 라이어슨(Ryerson) 화학 교수가 되었다.
유리는 초기 지구 대기가 암모니아, 메탄, 수소로 구성되어 있다고 추측했다. 그의 시카고 대학원생 중 한 명인 스탠리 L. 밀러는 밀러-유리 실험에서 그러한 혼합물이 전기 스파크와 물에 노출되면 상호 작용하여 일반적으로 생명의 구성 요소로 간주되는 아미노산을 생성할 수 있음을 보여주었다. 산소 동위원소를 이용한 연구는 고기후 연구라는 새로운 분야를 개척하게 되었다. 1958년에 그는 샌디에고에 있는 새로운 캘리포니아 대학교(UCSD)의 교수직을 수락하여 과학 교수진 창설을 도왔다. 그는 1960년에 설립된 UCSD 화학 학교의 창립 멤버 중 한 명이었다. 그는 우주 과학에 점점 더 관심을 갖게 되었고, 아폴로 11호가 달에서 달 암석 샘플을 반환했을 때 유리는 달 수신 연구소에서 이를 검사했다. 달 우주 비행사 해리슨 슈미트(Harrison Schmitt)는 유리가 달 탐사를 위한 일방 통행 자원 봉사자로 그에게 접근하면서 "나는 갈 것이고, 돌아오지 않아도 상관없다"고 말했다고 말했다.

## 같이 보기
- 중수소